# Pedro Siklósi
Pedro Siklósi (en húngaro: Péter Siklósi, en serbio: Petar Sikloši; fallecido el 3 de enero de 1379) fue un obispo húngaro.
Pedro sirvió como clérigo en la ciudad eslavona de Đakovo, la residencia de los obispos de Bosnia desde que fueron exiliados de Bosnia en el siglo anterior. Pedro fue elegido para suceder al franciscano Peregrín de Sajonia en el trono episcopal tras la muerte de este último en enero de 1356. Las relaciones entre el ban de Bosnia y el obispo de Bosnia nunca habían sido mejores durante el episcopado de Peregrín, pero se deterioraron nuevamente una vez que Pedro asumió el cargo. Pedro fue uno más en la serie de obispos ausentes cuya autoridad fue eclipsada por los franciscanos bosnios.
Cuando las relaciones entre Tvrtko I de Bosnia y Luis I de Hungría empeoraron, Pedro se puso del lado de Luis. Apoyó activamente los llamamientos para una nueva cruzada contra Bosnia, ganándose la hostilidad de Tvrtko. El ban incluso intentó conspirar contra él, correspondiendo a ese fin con un lector en Đakovo. Pedro descubrió las cartas e hizo encarcelar al lector. Pedro y Tvrtko aparentemente resolvieron sus diferencias, ya que Pedro ofició en la boda de Tvrtko y Dorotea de Bulgaria en 1374, después de lo cual Tvrtko le otorgó grandes extensiones de tierra en Posavina. Ese mismo año, Pedro fue trasladado a la diócesis de Győr.